# لويد هاينز
لويد هاينز (بالإنجليزية: Lloyd Haynes) هو كاتب سيناريو وممثل أمريكي، ولد في 19 سبتمبر 1934 في ساوث بند في الولايات المتحدة، وتوفي في 31 ديسمبر 1986 في كورونادو في الولايات المتحدة بسبب سرطان الرئة.

## أعمال

### أفلام
- (1977) الأعظم

## وصلات خارجية
- لويد هاينز على موقع IMDb (الإنجليزية)
- لويد هاينز على موقع إن إن دي بي (الإنجليزية)
- لويد هاينز على موقع قاعدة بيانات الفيلم (الإنجليزية)